# 弗朗西斯·蒲福

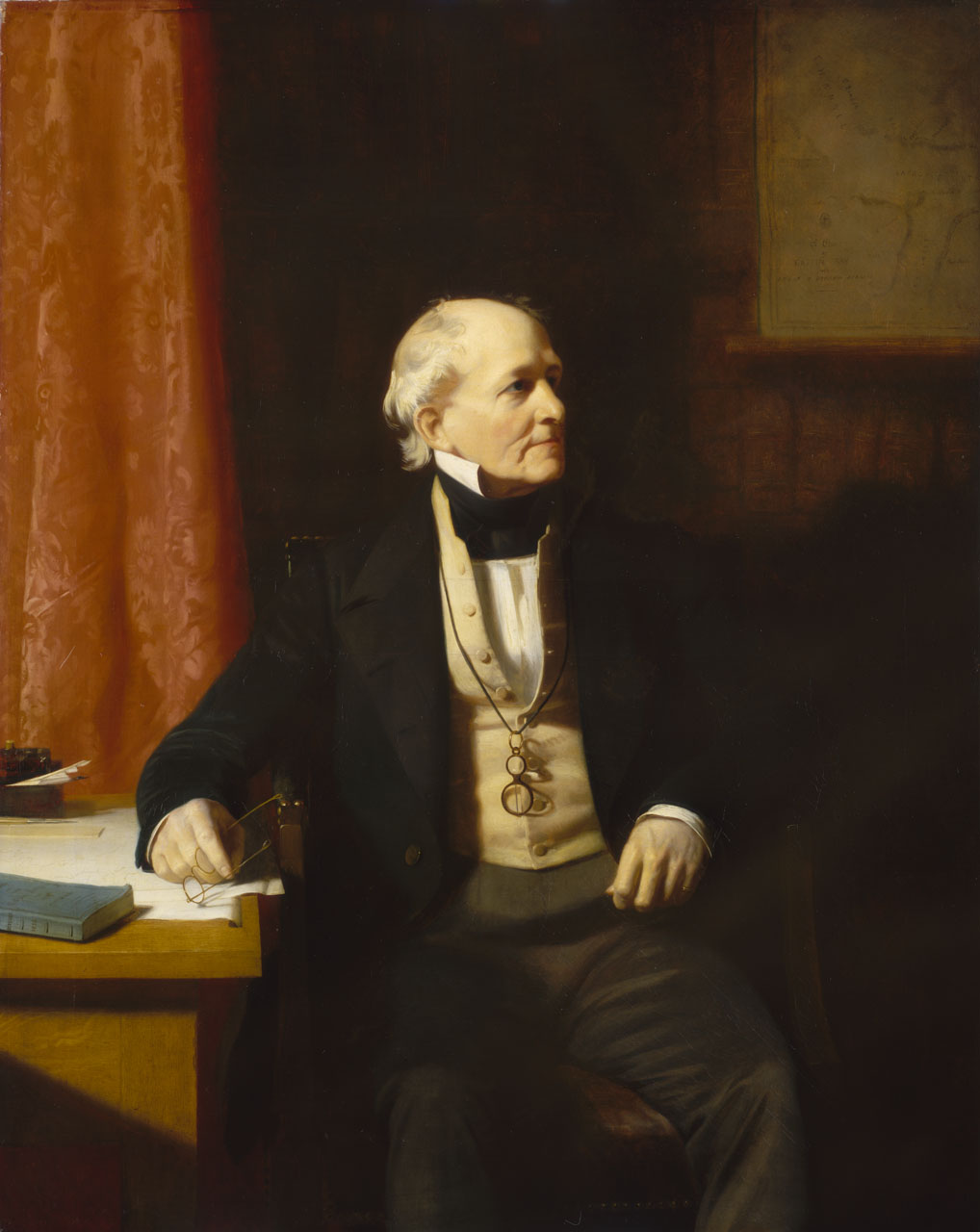
弗朗西斯·蒲福

海軍少將弗朗西斯·蒲福爵士（Rear Admiral Sir Francis Beaufort, KCB, FRS, FRGS, MRIA，/ˈboʊfərt/，1774年5月27日—1857年12月17日），或翻譯為波弗特、博福特，是一位愛爾蘭水文地理学家、英國皇家海軍少將。蒲福以提出風力等級指標蒲福風級而聞名。

## 早年生活
蒲福是法國新教雨格诺派教徒後代，先祖於16世紀法国宗教战争期間逃離法國。他的雙親原居於倫敦，後遷往愛爾蘭。他的父親丹尼爾·奧古斯塔斯·蒲福是一位來自愛爾蘭米斯郡納文的新教牧師，並且是爱尔兰皇家科学院成員。母親瑪麗是威廉·沃勒的女兒。蒲福於1774年5月27日生於納文，有一兄威廉·路易·蒲福和兩位姊妹弗朗西絲和哈莉特。蒲福的父親繪製了當時最新的愛爾蘭地圖，並於1792年出版。蒲福在14歲以前居住於威爾斯和愛爾蘭，之後他離開學校並且在海上航行，不過他從未停止接受教育。之後蒲福自我學習並且和當時最偉大的幾位科學家和應用數學家保持聯繫，其中包含約翰·赫歇爾、喬治·比德爾·艾里和查尔斯·巴贝奇。
蒲福終其一生都對於航行中精確海圖的價值相當重視，這是因為他在15歲時因為一幅錯誤的海圖而遭遇船難。而他在海圖的繪製上有相當顯著的成就。
蒲福在不列颠东印度公司商船任職之後，在拿破崙戰爭期間從軍校生升任上尉（1796年5月10日）、中校（1800年11月13日）。蒲福在光榮的6月1日海戰期間服役於屬於五級艦的亞奎隆號巡防艦。該戰役中阿奎隆號救了桅杆斷裂的防衛號戰艦，並且和法國海軍衝動號戰艦交戰。
蒲福任職於法厄同號巡防艦時，於1800年在西班牙马拉加作戰時受傷，但該次行動捕獲了1艘14門砲的波拉卡帆船，後來成為英國海軍卡爾佩號戰艦。當蒲福在休養期間每年只能得到微薄的45英鎊慰問金，這段期間他幫助他的姊夫理查德·洛弗尔·埃奇沃思建立了從都柏林到戈尔韦的擺臂式信號。他花了兩年時間進行，並且未接受任何報酬。
蒲福回到英國皇家海軍任職後，於1810年5月30日升任上校。當時蒲福在戰時進行的休閒活動就是製作測深設備和軸承以進行天文觀測確定經緯度和測量海岸線。他的工作成果後來繪製在新的海圖上。
1805年英國海軍本部任命蒲福擔任伍爾維奇號巡防艦艦長，並且進行南美洲拉普拉塔河河口的水文測量。海軍本部的專家對於蒲福帶回的調查資料留下深刻印象。值得注意的是，地理學家亞歷山大·達爾林普爾於1808年3月提交給海軍本部的報告中寫下：「在我們的任務中，有幾位軍官（事實上其中一位我不認識）有蒲福一半的專業知識和能力，並且他們的熱情和毅力讓他們無法表現出色」。

## 晚期
蒲福在指揮軍艦的早期數年間，他提出了他的第一個版本的風級表和天氣符號，並且終其一生都用於他個人的日誌中。在他的符號中1個圓圈代表氣象測站所在地的氣候，如加上1條直線則代表有風，並使用1或半條橫線，以類似音符的方式代表風級。例如1條直線加上3條辦恆線代表7級風，相當於時速32到38英里的風速，或描述為「強風」（Moderate Gale）。實際上蒲福在這方面並非真的發展出新事物，但是他最終成功地在當時沒有其他標準存在的時代讓他所制定的成為標準。
1811到12年間，蒲福升任上校後不久進行南安那托利亞的探險並繪製地圖以標定當地古典时代廢墟的位置。但是在阿达纳附近的小鎮阿亞斯遭到土耳其人的攻擊，因此調查中斷，蒲福本人臀部受到槍傷。蒲福回到英國後將他的調查結果繪成地圖。1817年蒲福將該次調查結果匯集出版了《Karamania, or a Brief description of the south coast of Asia-Minor and of the remains of antiquity. With plans, views, & collected during a survey of that coast, under the orders of the Lords commissioners of the Admiralty, in the years 1811-1812》。
1829年，蒲福55歲時（當時大多數行政官員退休年齡），他被英國海軍本部任命為海軍水文學家，並擔任該職位25年之久。蒲福任職期間將這個次要的圖表資料庫轉變為當時世界上最好的海洋探測與製圖機構。該辦公室所製作的優異圖表至今仍在使用。
在蒲福擔任海軍水文學家時，他掌管了在英國格林尼治和南非好望角的天文台。他還執行了一些當時的重要海洋探險與實驗。他曾經擔任北極理事會會長8年並執行尋找因為探索西北航道而失蹤的探險家約翰·富蘭克林。
蒲福因為擔任皇家學會、格林尼治皇家天文台和他協助成立的皇家地理學會理事會成員，他利用他的職位和聲望作為一個協助許多科學家的中間人。他在當時代表地理學家、天文學家、海洋學家、大地測量學家和水文辦公室等政府部門交涉，讓政府部門資助其他科學家的研究。
蒲福訓練了罗伯特·菲茨罗伊，並讓他擔任小獵犬號在原艦長自殺後的臨時艦長。當菲茨羅伊成為正式艦長後，他即將進行後來相當著名的一次航海。菲茨羅伊要求蒲福幫他安排一位「受過良好教育的紳士科學家」作為旅行中的同伴。蒲福在經過訪查後邀請了查爾斯·達爾文參加該次航行，後來達爾文就以該次航行的發現出版了《物种起源》，並提出了演化論。
蒲福還排除了許多反對意見，讓英國政府支持1839到43年間詹姆斯·克拉克·罗斯的南極探險期間進行大規模的地磁场強度量測，並且在歐洲和亞洲也有配合的量測計畫（規模與之後的國際地球物理年計畫相若）。
蒲福促成了可靠的英國沿岸潮汐表的建立，之後歐洲其他國家和美國也進行了類似計畫。他幫助他的朋友威廉·惠威爾得到時任英國首相威靈頓公爵的支持，讓英國海岸200個海岸巡防隊的站點也加入潮汐觀測。蒲福還對他的另一位朋友，即擔任皇家天文學家的著名數學家喬治·比德爾·艾里大力支持，讓位於格林尼治和好望角的天文台在當時的經緯度量測有極大貢獻。
1846年10月1日，蒲福72歲時以皇家海軍少將身分退役，1848年4月29日獲得巴斯勳章。如果考慮到蒲福在1829年以來的經歷，這可說是相對遲來的榮譽。
蒲福現存的超過兩百封書信和大量日誌中包含了他個人書寫的密碼。他將维吉尼亚密码的字母順序倒反，形成了該密碼的變體博福特密码。解碼後的訊息是蒲福的家庭和個人問題，其中包含性方面的問題。其中記載了1835年到他於1838年11月和 Honora Edgeworth 結婚這段期間和他的姊妹哈莉特有不正常關係。他的日記密碼被破解後發現他受到前述的問題所困擾。

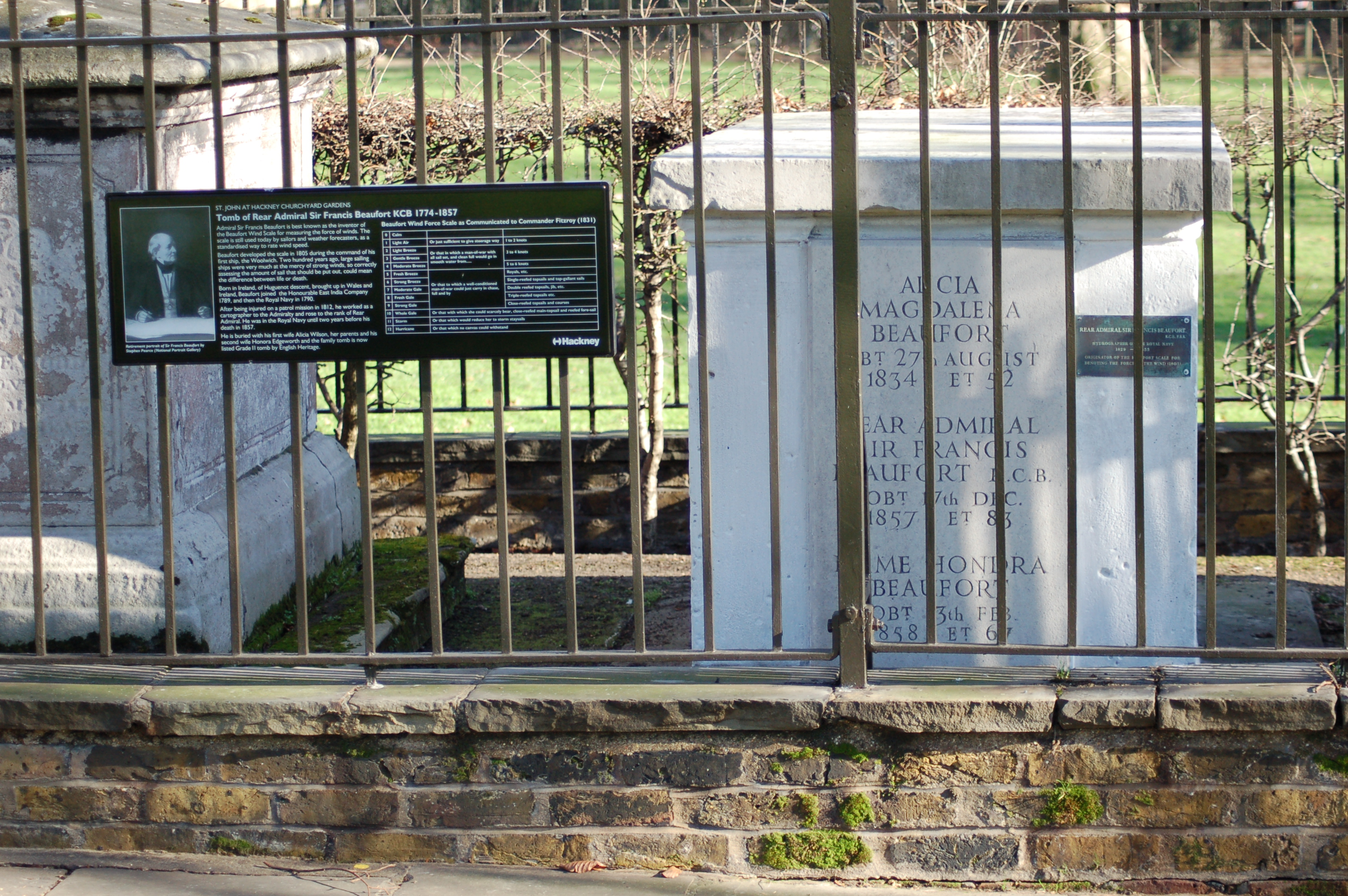
位於倫敦St John's Church Gardens的蒲福之墓。

蒲福於1857年12月17日以83歲高齡逝世於東薩塞克斯郡霍夫哈克尼中央的聖約翰教堂，至今仍可在教堂花園看到他的墓。蒲福在倫敦的住處西敏市曼徹斯特街51號裝上了代表具有歷史意義的藍色牌匾代表他曾居住在當地並彰顯其成就。
就像其他探險家，他的名字也被用在許多地名之上，例如
- 北冰洋中的波弗特海
- 南極羅斯海的博福特島

## 婚姻與家庭
蒲福和他的第一任妻子艾麗西亞·瑪達莉娜·威爾遜。他們的兒子弗朗西斯·萊斯托克·蒲福後來在印度和孟加拉擔任公務員。1837到76年間他在加爾各答擔任法官，並寫下著名的《Digest of the Criminal Law Procedure in Bengal》（1850年）。
艾麗西亞於1835年逝世後，蒲福於1838年迎娶第二任妻子 Honora Edgeworth，也是他姊夫理查德·洛弗尔·埃奇沃思的女兒。

## 延伸閱讀
- Webb, Alfred. A Compendium of Irish Biography. 维基文库. Dublin: M. H. Gill & son. 1878
- Alfred Friendly. Beaufort of the Admiralty.  Random House, New York, 1973.
- Huler, Scott. . Crown. 2004. ISBN 1-4000-4884-2.
- Laughton, John Knox. . Stephen, Leslie  (编).  04. London: Smith, Elder & Co. 1885.
- Oxford Dictionary of National Biography (sub nomine)

## 外部連結
- Why wind guru hid a stormy personal life （页面存档备份，存于） 2014 Irish Examiner article by Dr R Hume
- The Weather Legacy of Francis Beaufort （页面存档备份，存于） — The history of the Beaufort Scale.
- Ireland's Beaufort was Windscale Inventor – by Dr John de Courcy Ireland
- WorldCat 聯合目錄中弗朗西斯·蒲福的著作或與之相關的著作